# Врело Вруљак
Врело Вруљак је систем подземних вода, који се налази у сливу ријеке Требишњице.

## Положај и карактеристике
Врело Вруљак се налази највећим својим дјелом у приградском насељу Горица у Требињу. Ово извориште подразумијева цијели подводни систем, са пећином и језером, а има и три излаза: Вруљак 1, Вруљак 2 и Вруљак 3. На прва два постављене су капије, али други има и приступ и околину погодну за опсервирање, гдје се улаз не чини великим. Оно што ово извориште чини посебним је да оно станиште угрожене ендемске врсте човјечја рибица лат. Proteus anguinus.
Највише позната локација у којој улази вода у систем Вруљак је зона Ждријеловићи понора у Љубомирском пољу, одакле вода прелази до нивоа Поповог пољa и поново се појављује на његовом сјеверозападном крају. Већина ових водених површина је из привремених извора у релативно малој затвореној депресији Вруљског поља. Систем се затим придружује ријеци Требишњици у Горичком округу кроз двије веће и неколико мањих пролећних пећина.
Отвор Вруљак 1 повезан је са ријеком Требишњица са преко 50 метара дугачког површинског тока, који служи као природни коридор за рибу од ријеке до пећине током високих нивоа воде. У 2015. години изграђене су двије бране од камења пронађених у врелу. Бране су пропустљиве, тако да не подижу природни ниво воде у пећини. Оне су постављене тако да чине препреку само за велике рибе као што су одрасле пастрмке, које би могле да угрозе популацију човјечије рибице.
Пећина Вруљак 2 почиње са отприлике 15 метара сувог пролаза, а подводни дио пећине почиње језером гдје се може наћи обилна фауна, укључујући човјечију рибицу. Овакав положај чини пећину идеално мјесто за опсерваторију, па је овде 2016. изграђен систем подводних камера.

## Фауна
Поред човјечије рибице овде су још примјећени и:
- Пијор лат.
- Језерска пастрмка лат. Salmo trutta